# Kinmundy, Illinois
Kinmundy là một thành phố thuộc quận Marion, tiểu bang Illinois, Hoa Kỳ. Năm 2010, dân số của thành phố này là 796 người.

## Dân số
Dân số qua các năm:
- Năm 2000: 892 người.
- Năm 2010: 796 người.